# Pierre d’Ailly
Pierre d’Ailly lub Piotr z Ailly (ur. około 1350 w Compiègne – zm. 9 sierpnia 1420 w Awinionie) – teolog francuski, kardynał, astrolog, rektor Uniwersytetu Paryskiego w latach 1385–1395.

## Życiorys
Uczestnik soborów w Pizie (1409) i Konstancji (1414–1418). Był jednym z głównych oskarżycieli Jana Husa. Mentor Jana Gersona. Dzieło d’Aillyego Imago Mundi miało duży wpływ na Krzysztofa Kolumba.

## Ważniejsze dzieła
- Tractatus de materia Concilii generalis (ok. 1403)
- Tractatus vel capita agendorum in concilio generali de reformatione ecclesiae (ok. 1409)
- Imago Mundi (1410)
- Tractatus et sermones Erstdruck (1490)
- De Ecclesia, conciliis generalis et summi Ponitificis auctoritate (1416)

## Upamiętnienie
Jego imieniem nazwano krater Aliacensis na Księżycu.